# 上野原市
上野原市（うえのはらし）は、山梨県最東端に位置する人口約2.1万人の市。郡内地方に含まれる。

## 地理

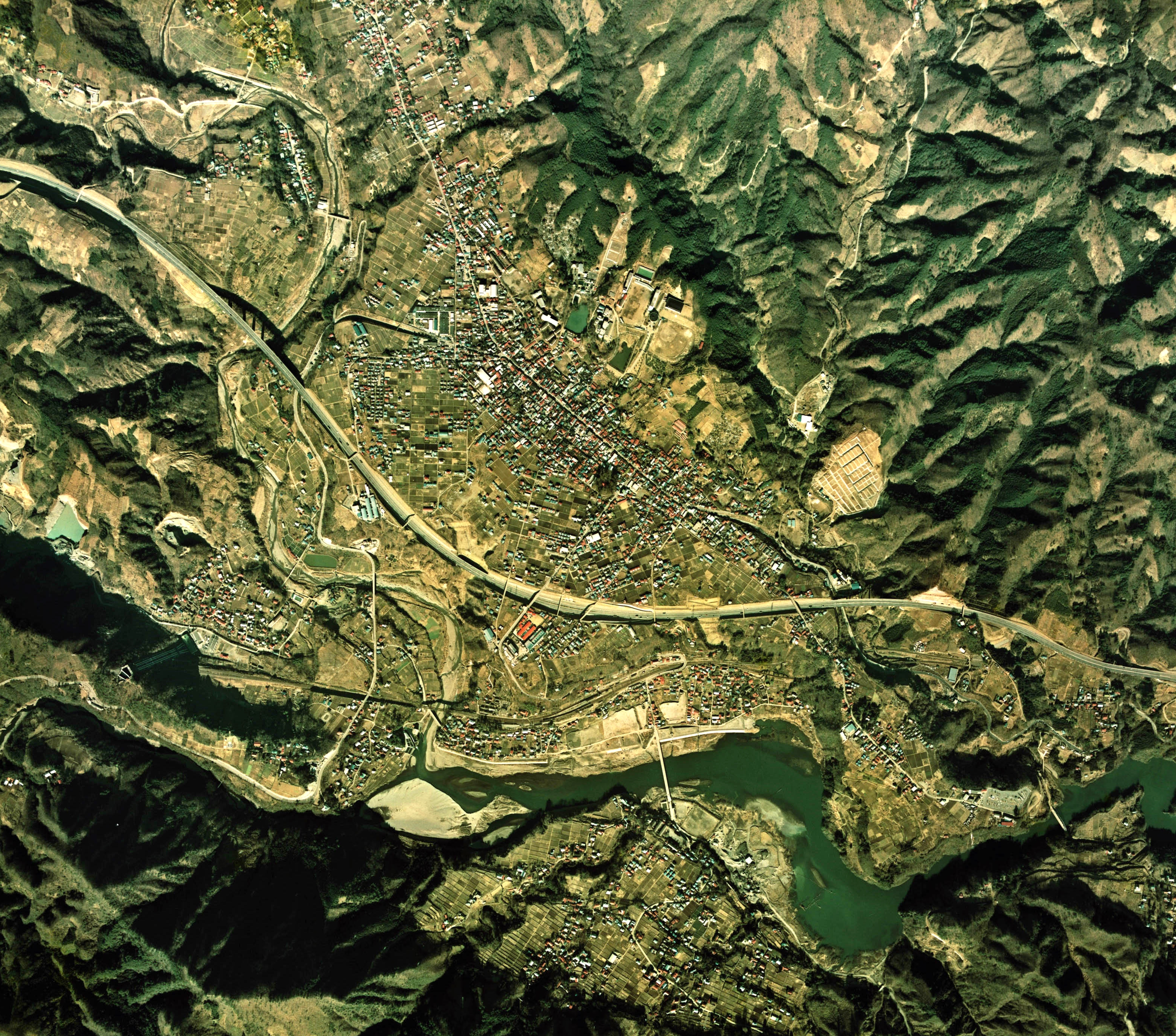
上野原市中心部周辺の空中写真。1976年撮影。。

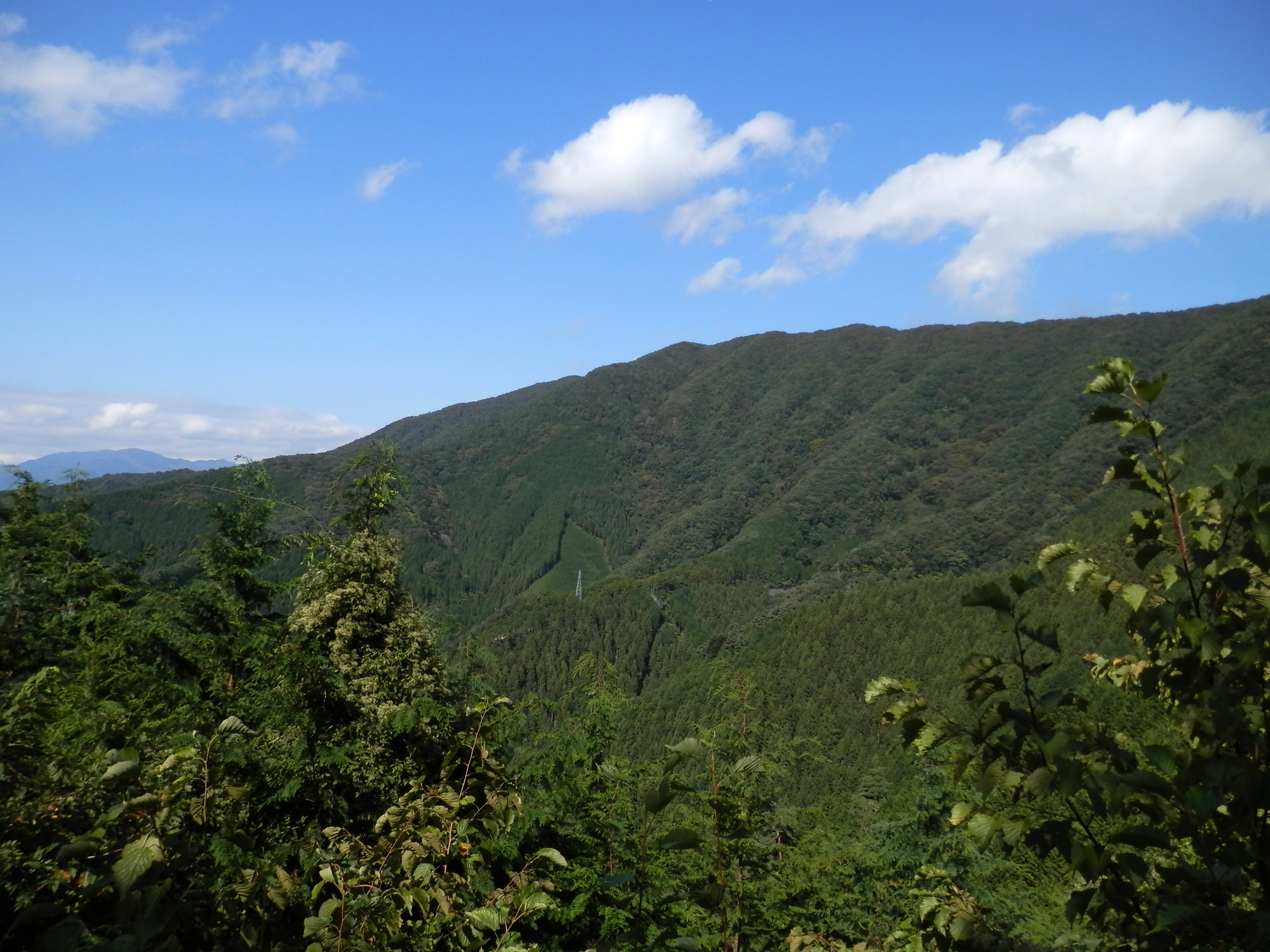
権現山

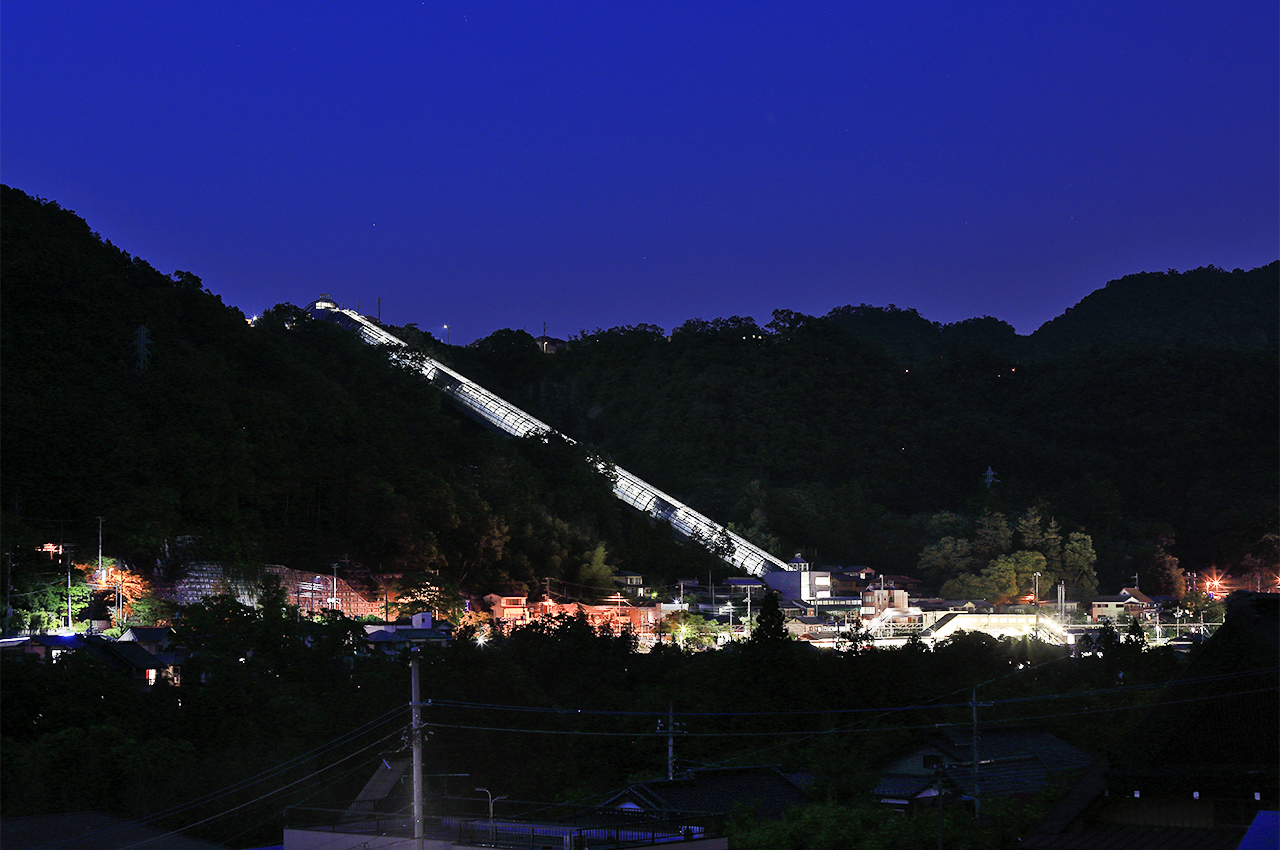
コモアしおつ

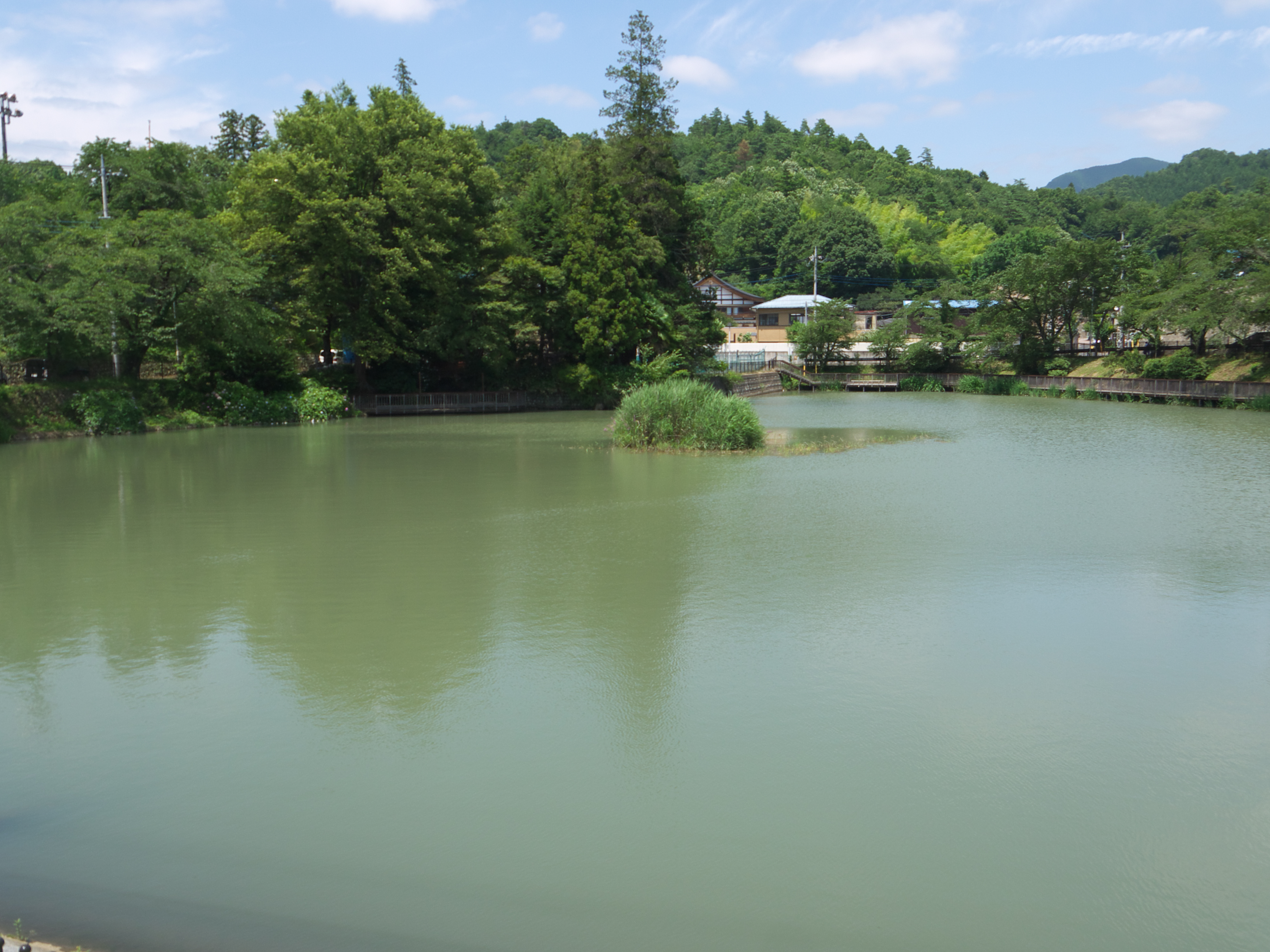
月見が池

### 地形
相模川（桂川）に顕著な河岸段丘が発達しており、市街地はその段丘上にある。そのため、段丘下にある中央本線上野原駅から市街地に行くためには急坂を登る必要がある。

#### 山地
主な山
当市の自慢の一つは当市を走る山岳地帯において、日本では最も古くから継続されているトレイルランニングレースが行われていることである。正式名称は「日本山岳耐久レース（24時間以内）〜長谷川恒男CUP」で、通称はハセツネCUPもしくはハセツネであって、5日半（45時間）かかる距離を、選手は7時間から24時間で走破する。
また当市は当千メートル級の山々が四方にある。
「生藤山桜のプロムナード」の桜は、テングス病に蝕まれて花が咲かない状態が続いているが、シーズンには観光客で混雑する。生藤山、三国峠 (三国山）、熊倉山の登山口には樹齢300年の井戸のサイカチと樹齢400年の軍刀利神社のカツラがある。
登山は夏季インターハイの諸競技の一つで、環境庁関東地方環境事務所は「皆さんがどんどん登山をし、皆さんに愛され、自然が守られていくこと」を趣旨として、当市の北東の都県境の山々に「関東ふれあいの道 富士見の道」を設定したうえで、スポーツ振興法に基づき登山道を整備し事故防止の措置を講じている。
- 棡原（ゆずりはら）地区の山々は、笹尾根にあって関東ふれあいの道に含まれ、多摩百山の一つに選定されている。
  - 生藤山（990.3m）
  - 三国山（960m）- 山頂にテーブルとベンチがある。
  - 軍刀利山（950m）- 広い山頂広場。
  - 熊倉山（966m）
  - 槇寄山（1188.2m）
  - 土俵岳（1005.2m）
  - 丸山（1098.3m）
  - 三頭山（1531m）- 日本三百名山、山梨百名山
- 大月市・道志村との境の山は全て山梨百名山に選定されている。
  - 扇山（1138m）-大菩薩嶺から伸びる尾根である。北側の権現山と西側の百蔵山（1003.4m）をあわせて郡内三山という[3]。
  - 権現山（1312m）[4][5]
  - 高柄山（733m） - 道志山塊

#### 峠
- 三国峠 - 笹尾根
- 浅間峠 - 笹尾根
- 日原峠 - 笹尾根
- 小棡原峠 - 笹尾根
- 笛吹峠 - 笹尾根
- 西原峠 - 笹尾根
- 鶴峠[6] - 上野原市側の三頭山の登山口

#### トンネル
- 棡原トンネル - 竣工:1987年（昭和62年）10月。
- 甲武トンネル - 開通:1990年（平成2年）。オリンピックの自転車競技（ロードレース）のヒルクライム練習コースとして、甲武トンネルから鶴峠〜風張峠の周回コースが活用されている。

#### 河川
主な川
- 相模川（桂川）
- 鶴川
- 仲間川
- 秋山川

#### 湖沼
主な池
- 月見が池

### 地域

#### 地区
現行行政町名等
当市では、一部の区域で住居表示に関する法律に基づく住居表示が実施されている。
| 町名                   | 町名の読み   | 設置年月日    | 住居表示実施年月日       | 住居表示実施直前の町名       | 備考 |
| ---------------------- | ------------ | ------------- | ------------------------ | ---------------------------- | ---- |
| 芦垣                   | あしがき     | 2005年2月13日 | 未実施                   |                              |      |
| 新田                   | あらた       | 2005年2月13日 | 未実施                   |                              |      |
| 犬目                   | いぬめ       | 2005年2月13日 | 未実施                   |                              |      |
| 上野原                 | うえのはら   | 2005年2月13日 | 未実施                   |                              |      |
| 大椚                   | おおくぬぎ   | 2005年2月13日 | 未実施                   |                              |      |
| 大倉                   | おおくら     | 2005年2月13日 | 未実施                   |                              |      |
| 大曽根                 | おおぞね     | 2005年2月13日 | 未実施                   |                              |      |
| 大野                   | おおの       | 2005年2月13日 | 未実施                   |                              |      |
| 川合                   | かわい       | 2005年2月13日 | 未実施                   |                              |      |
| 桑久保                 | くわくぼ     | 2005年2月13日 | 未実施                   |                              |      |
| コモアしおつ一〜四丁目 | こもあしおつ | 2005年2月13日 | 1999年11月1日            | 大字四方津の一部             |      |
| コモアしおつ一〜四丁目 | こもあしおつ | 2005年2月13日 | 2002年5月1日（四の一部） | 大字大野、大字四方津の各一部 |      |
| 西原                   | さいはら     | 2005年2月13日 | 未実施                   |                              |      |
| 四方津                 | しおつ       | 2005年2月13日 | 未実施                   |                              |      |
| 鶴川                   | つるがわ     | 2005年2月13日 | 未実施                   |                              |      |
| 鶴島                   | つるしま     | 2005年2月13日 | 未実施                   |                              |      |
| 野田尻                 | のたじり     | 2005年2月13日 | 未実施                   |                              |      |
| 松留                   | まつどめ     | 2005年2月13日 | 未実施                   |                              |      |
| 八ツ沢                 | やつさわ     | 2005年2月13日 | 未実施                   |                              |      |
| 棡原                   | ゆずりはら   | 2005年2月13日 | 未実施                   |                              |      |
| 和見                   | わみ         | 2005年2月13日 | 未実施                   |                              |      |
| 秋山                   | あきやま     | 2005年2月13日 | 未実施                   |                              |      |

### 人口
| |                                          |  |
| 上野原市と全国の年齢別人口分布（2005年） | 上野原市の年齢・男女別人口分布（2005年） |  |
| ■紫色 ― 上野原市 ■緑色 ― 日本全国 | ■青色 ― 男性 ■赤色 ― 女性                |  |
| 上野原市（に相当する地域）の人口の推移 \| 1970年（昭和45年） \| 28,317人 \| \| \| 1975年（昭和50年） \| 28,411人 \| \| \| 1980年（昭和55年） \| 27,878人 \| \| \| 1985年（昭和60年） \| 27,772人 \| \| \| 1990年（平成2年） \| 27,790人 \| \| \| 1995年（平成7年） \| 30,248人 \| \| \| 2000年（平成12年） \| 30,157人 \| \| \| 2005年（平成17年） \| 28,986人 \| \| \| 2010年（平成22年） \| 27,114人 \| \| \| 2015年（平成27年） \| 24,805人 \| \| \| 2020年（令和2年） \| 22,669人 \| \| |                                          |  |
| 総務省統計局 国勢調査より |                                          |  |
| 1970年（昭和45年） | 28,317人                                 |  |
| 1975年（昭和50年） | 28,411人                                 |  |
| 1980年（昭和55年） | 27,878人                                 |  |
| 1985年（昭和60年） | 27,772人                                 |  |
| 1990年（平成2年） | 27,790人                                 |  |
| 1995年（平成7年） | 30,248人                                 |  |
| 2000年（平成12年） | 30,157人                                 |  |
| 2005年（平成17年） | 28,986人                                 |  |
| 2010年（平成22年） | 27,114人                                 |  |
| 2015年（平成27年） | 24,805人                                 |  |
| 2020年（令和2年） | 22,669人                                 |  |

- 人口は山梨県内の市の中では大月市に次いで2番目に少ない。
- 20歳前後で男女とも人口が突出して多くなっているが、これは市内にある帝京科学大学の学生が多く居住するためである。
- 八王子市への通勤率は10.44%（令和2年国勢調査）で、東京都市圏に属する。

### 隣接自治体・行政区
山梨県
- 都留市
- 大月市
- 南都留郡：道志村
- 北都留郡：小菅村

東京都
- 西多摩郡：奥多摩町、檜原村
  - 奥多摩町とは三頭山頂付近で接するのみである。

神奈川県
- 相模原市（緑区）

## 歴史

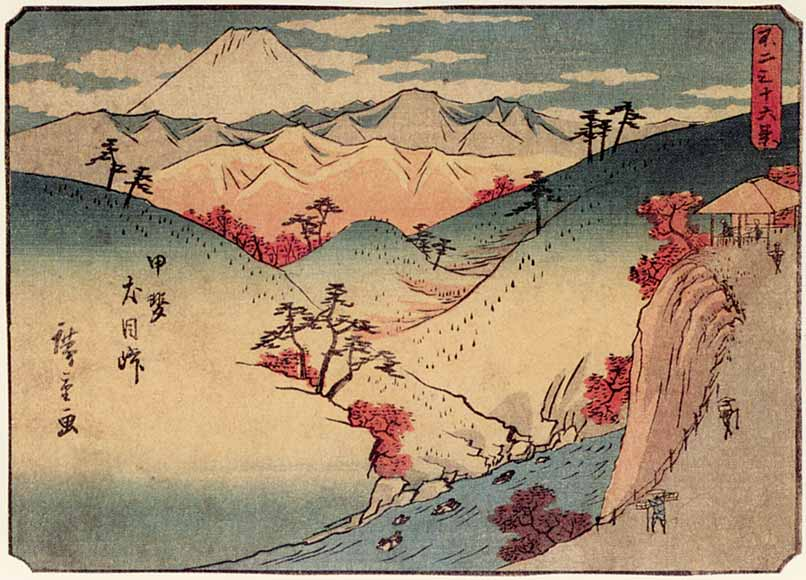
甲斐犬目峠

### 沿革
平成
- 2005年（平成17年）2月13日 - 北都留郡上野原町及び南都留郡秋山村が合併して、上野原市が発足する[7]。

### 主な出来事
- 2024年（令和6年）12月28日 - 西原地区において山火事が発生。翌日、災害派遣要請を受けた陸上自衛隊が消火活動を実施[8]。

## 行政

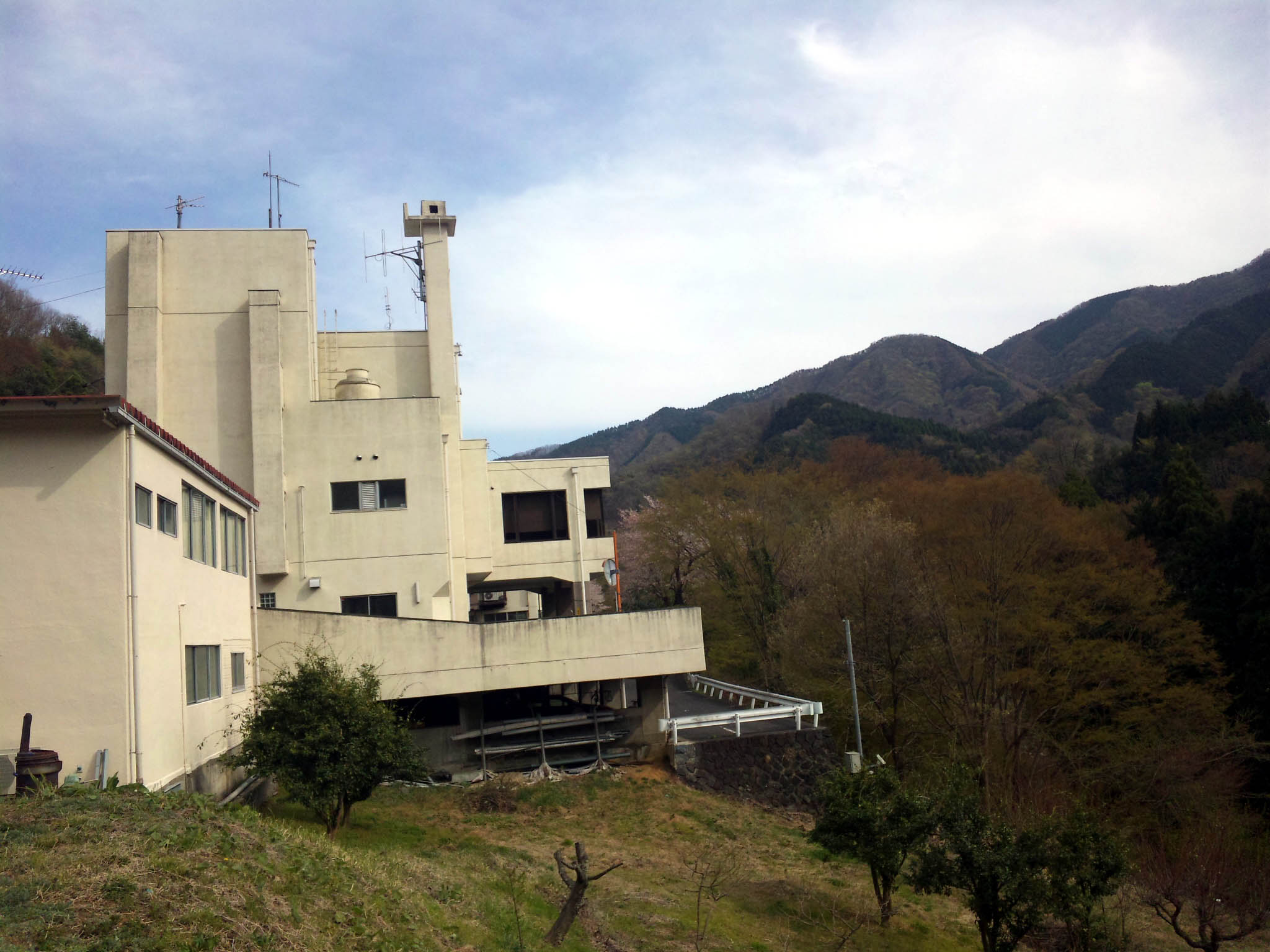
上野原市役所秋山支庁（旧秋山村役場）

### 市長
歴代市長
| 代   | 氏名     | 就任年月日    | 退任年月日    | 備考         |
| ---- | -------- | ------------- | ------------- | ------------ |
| 初代 | 奈良明彦 | 2005年3月20日 | 2009年3月19日 | 旧上野原町長 |
| 2代  | 江口英雄 | 2009年3月20日 | 2021年3月19日 |              |
| 3代  | 村上信行 | 2021年3月20日 | 現職          |              |

## 議会

### 市議会
- 定数：14人
- 任期：2023年2月13日 - 2027年2月12日

### 県議会
- 選挙区：上野原市・北都留郡選挙区
- 定数：1人
- 任期：2023年4月30日 - 2027年4月29日
- 投票日：2023年4月9日
- 当日有権者数：20,288人
- 投票率：63.85%

| 候補者名 | 当落 | 年齢 | 所属党派   | 新旧別 | 得票数  |
| -------- | ---- | ---- | ---------- | ------ | ------- |
| 久嶋成美 | 当   | 63   | 無所属     | 新     | 6,490票 |
| 市川正末 | 落   | 67   | 自由民主党 | 現     | 6,316票 |

### 衆議院
- 選挙区：山梨2区（富士吉田市、都留市、山梨市、大月市、笛吹市、上野原市、甲州市、南都留郡、北都留郡）
- 任期：2021年10月31日 - 2025年10月30日
- 当日有権者数：262,259人
- 投票率：62.31%

| 当落 | 候補者名   | 年齢 | 所属党派   | 新旧別 | 得票数    | 重複 |
| ---- | ---------- | ---- | ---------- | ------ | --------- | ---- |
| 当   | 堀内詔子   | 56   | 自由民主党 | 前     | 109,036票 | ○    |
|      | 市来伴子   | 44   | 立憲民主党 | 新     | 44,441票  | ○    |
|      | 大久保令子 | 71   | 日本共産党 | 新     | 7,027票   |      |

## 施設

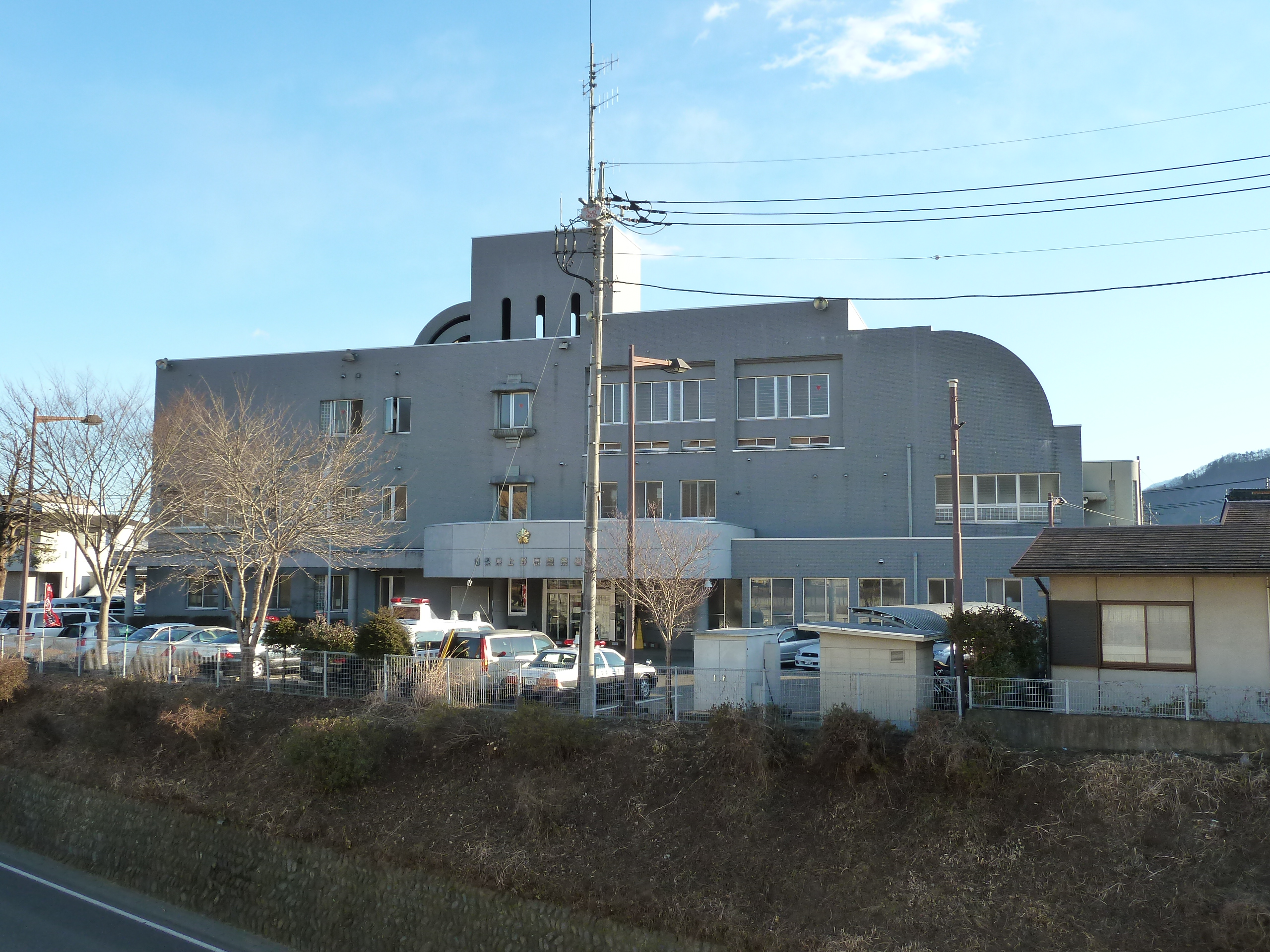
上野原警察署

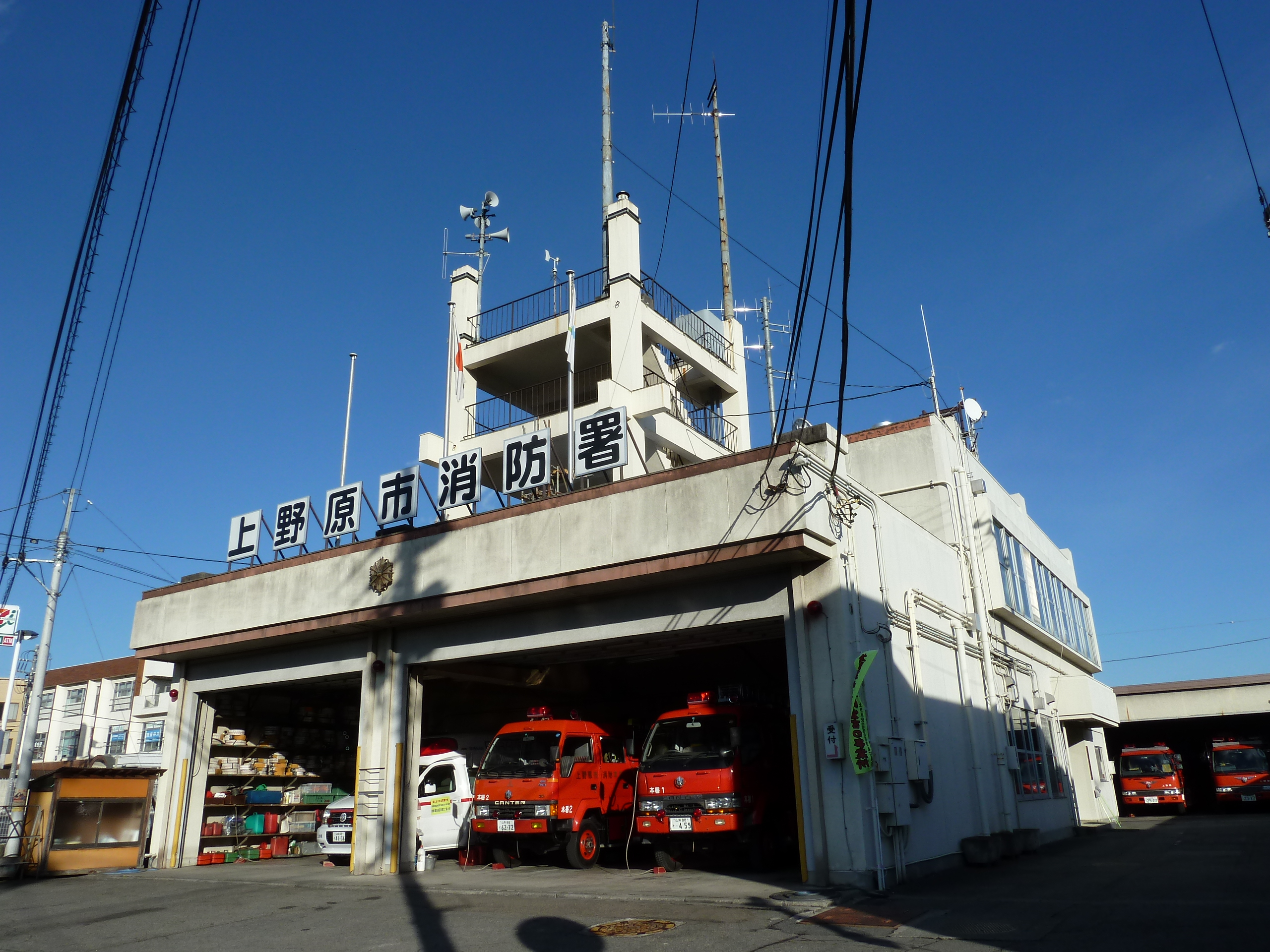
上野原市消防署(旧庁舎)

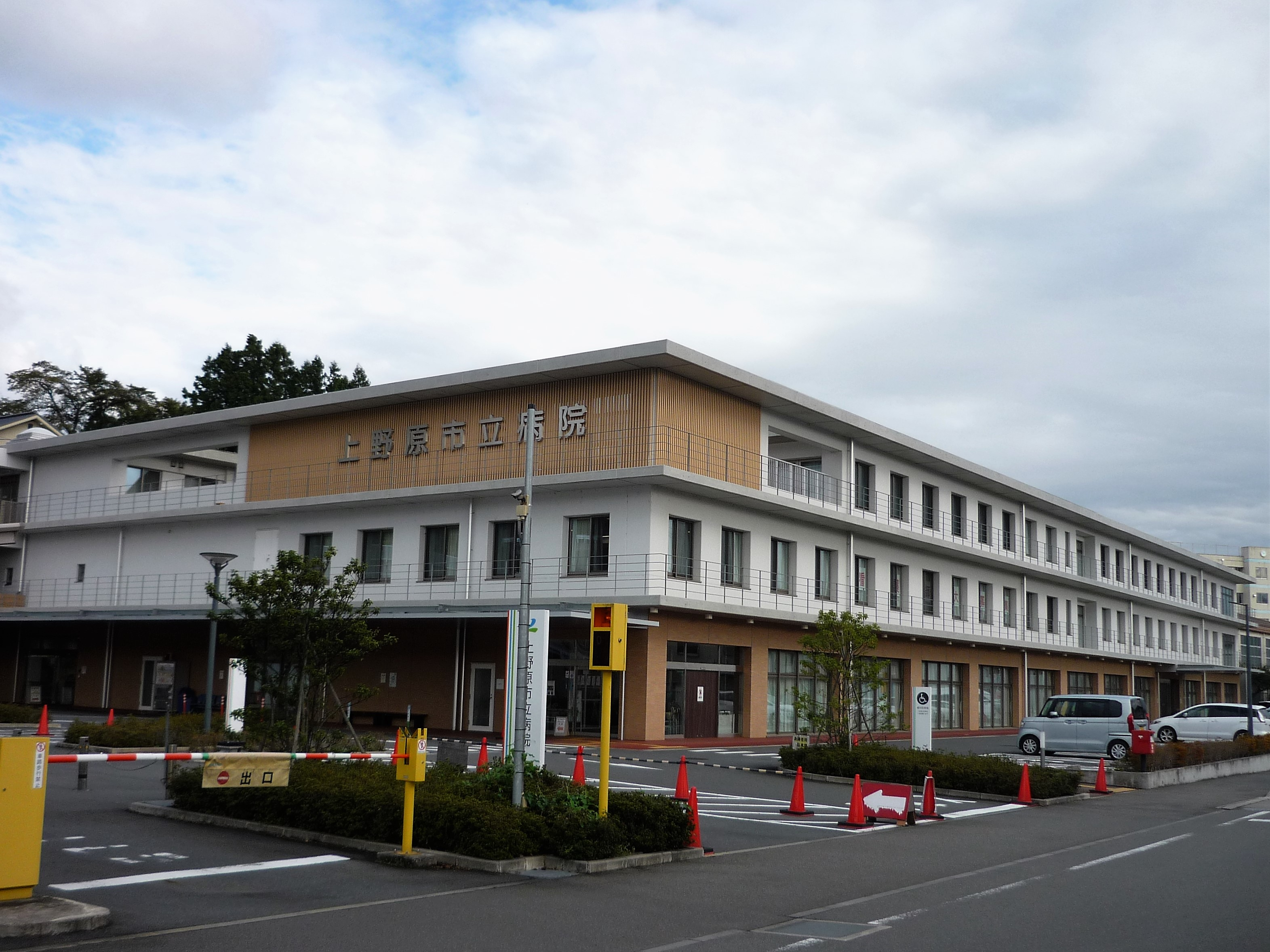
上野原市立病院

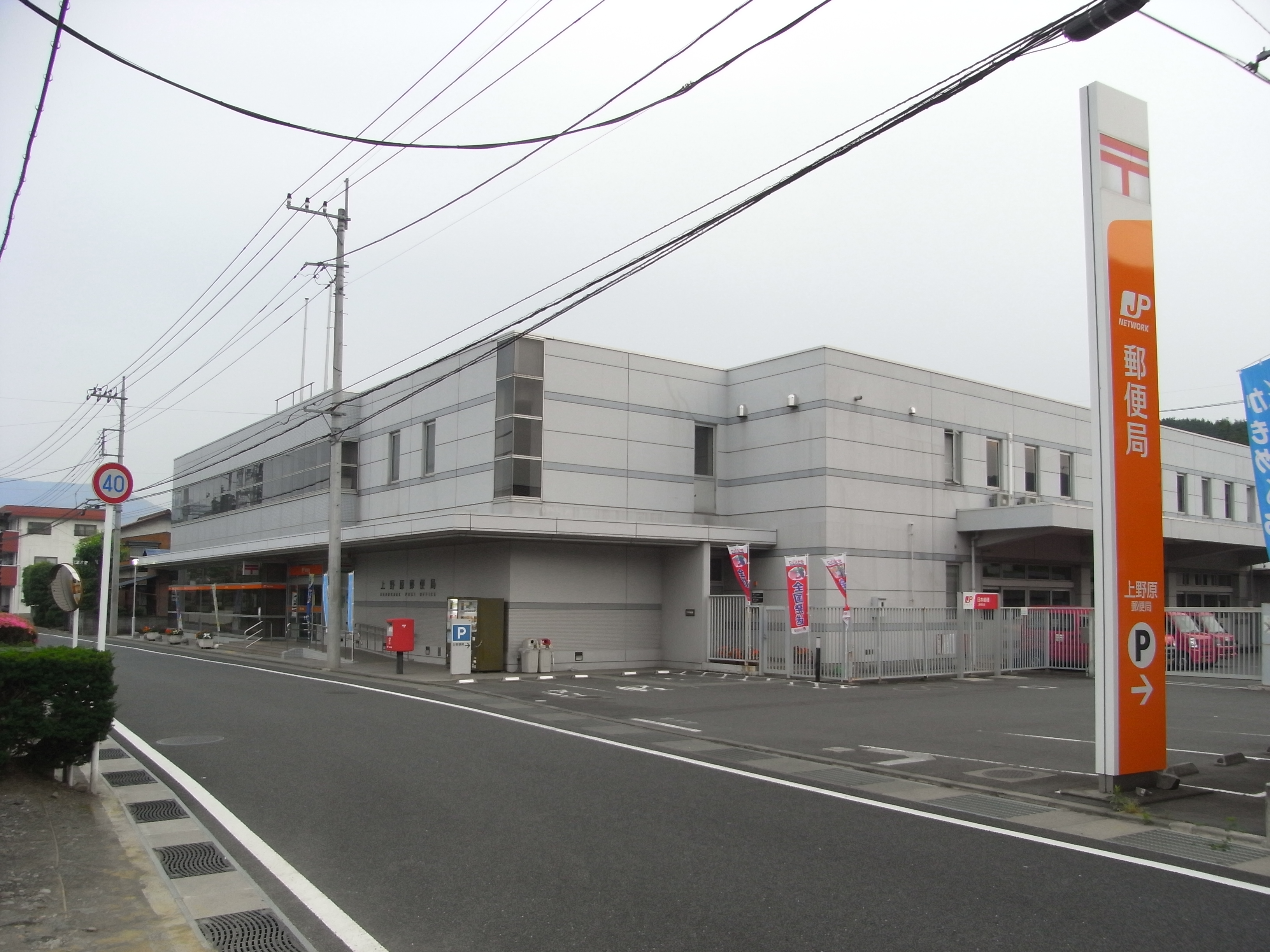
上野原郵便局

### 警察
警察署
- 山梨県警察 上野原警察署

駐在所
- 島田警察官駐在所
- 四方津警察官駐在所
- コモアしおつ警察官駐在所
- 大目警察官駐在所
- 甲東警察官駐在所
- 秋山駐在所

分遣所
- 山梨県警察高速道路交通警察隊上野原分遣所

### 消防
本部
- 上野原市消防本部

消防署
- 上野原市消防署
  - 棡原出張所
  - 秋山出張所

消防団
- 上野原市消防団
  - 上野原分団
  - 大目分団
  - 島田分団
  - 甲東分団
  - 厳分団
  - 大鶴分団
  - 西原分団
  - 棡原分団
  - 秋山第一分団
  - 秋山第二分団

### 医療
主な病院
- 上野原市立病院

### 郵便局
主な郵便局
- 上野原郵便局（08010）
- 西原郵便局（08044）
- 四方津郵便局（08045）
- 秋山郵便局（08047）
- 棡原郵便局（08092）
- 大目郵便局（08118）
- 日向海戸郵便局（08137）
- 島田郵便局（08144）
- 上野原羽佐間郵便局（08196）
- 甲東簡易郵便局（08807）
- 大鶴簡易郵便局（08812）
- 桜井簡易郵便局（08843）
- 野田尻簡易郵便局（08849）

郵便番号
- 409-01xx - 上野原郵便局
- 401-0201 - 上野原郵便局（旧秋山局集配）

### 図書館
主な図書館
- 上野原市立図書館
  - 秋山分館

### 文化施設
美術館
- 上野原美術館

### 交流施設
ホール
- もみじホール

## 経済

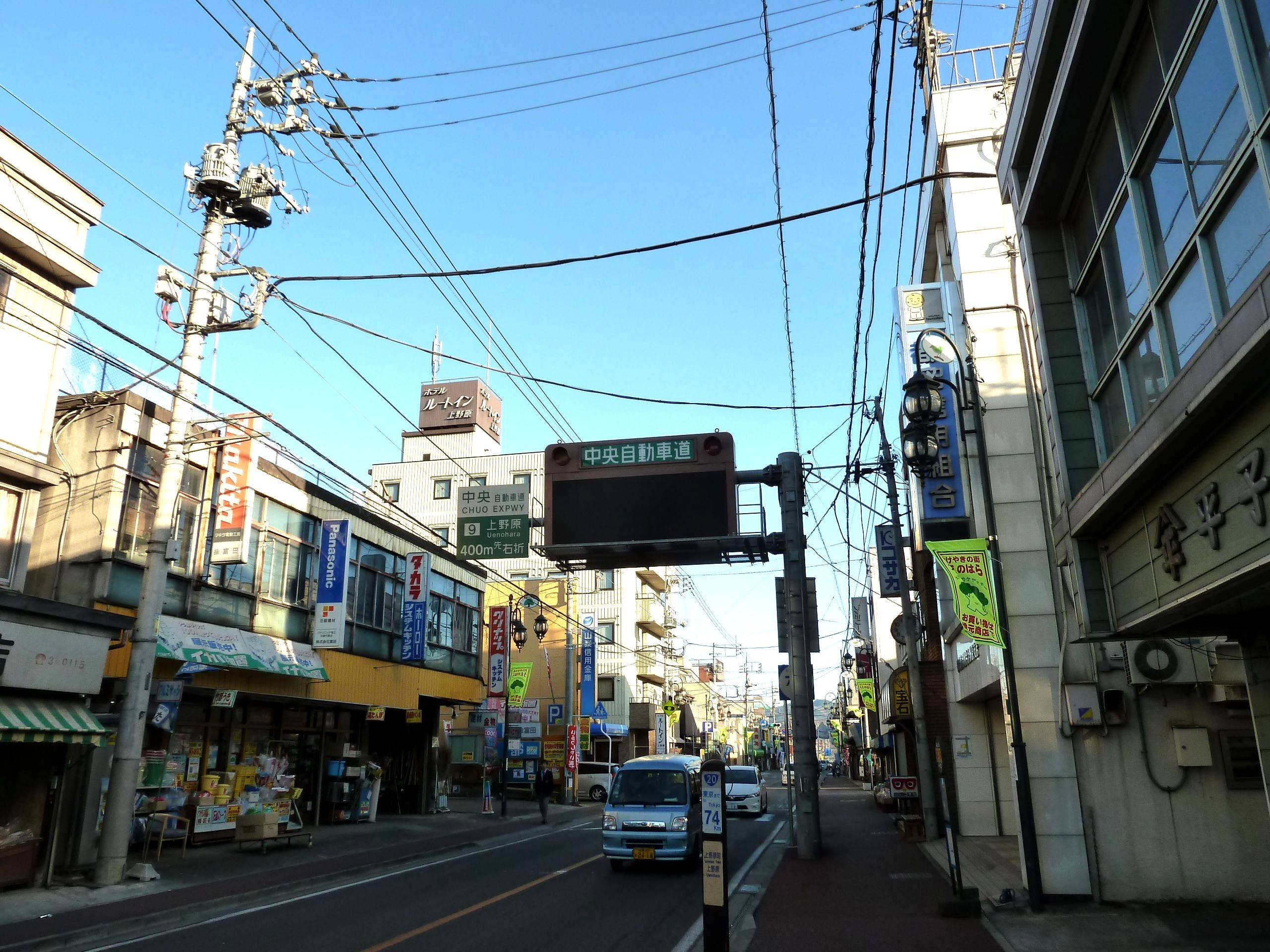
国道20号沿いの上野原市街

### 第一次産業

#### 農業
- ユズ

#### 養蚕業
- 絹織

### 第二次産業

#### 工業
工業団地
- 上野原工業団地
- 東部基幹工業団地(上野原・東京西工業団地)

主な工場
- 東芝エレベータ上野原工場 - エレベーター製造工場

## 情報・通信

### マスメディア

#### 放送局
テレビ放送
- 上野原ブロードバンドコミュニケーションズ(UBC) - CATV局。NHK東京並びに東京キー局の一部再送信を行っている。

## 生活基盤

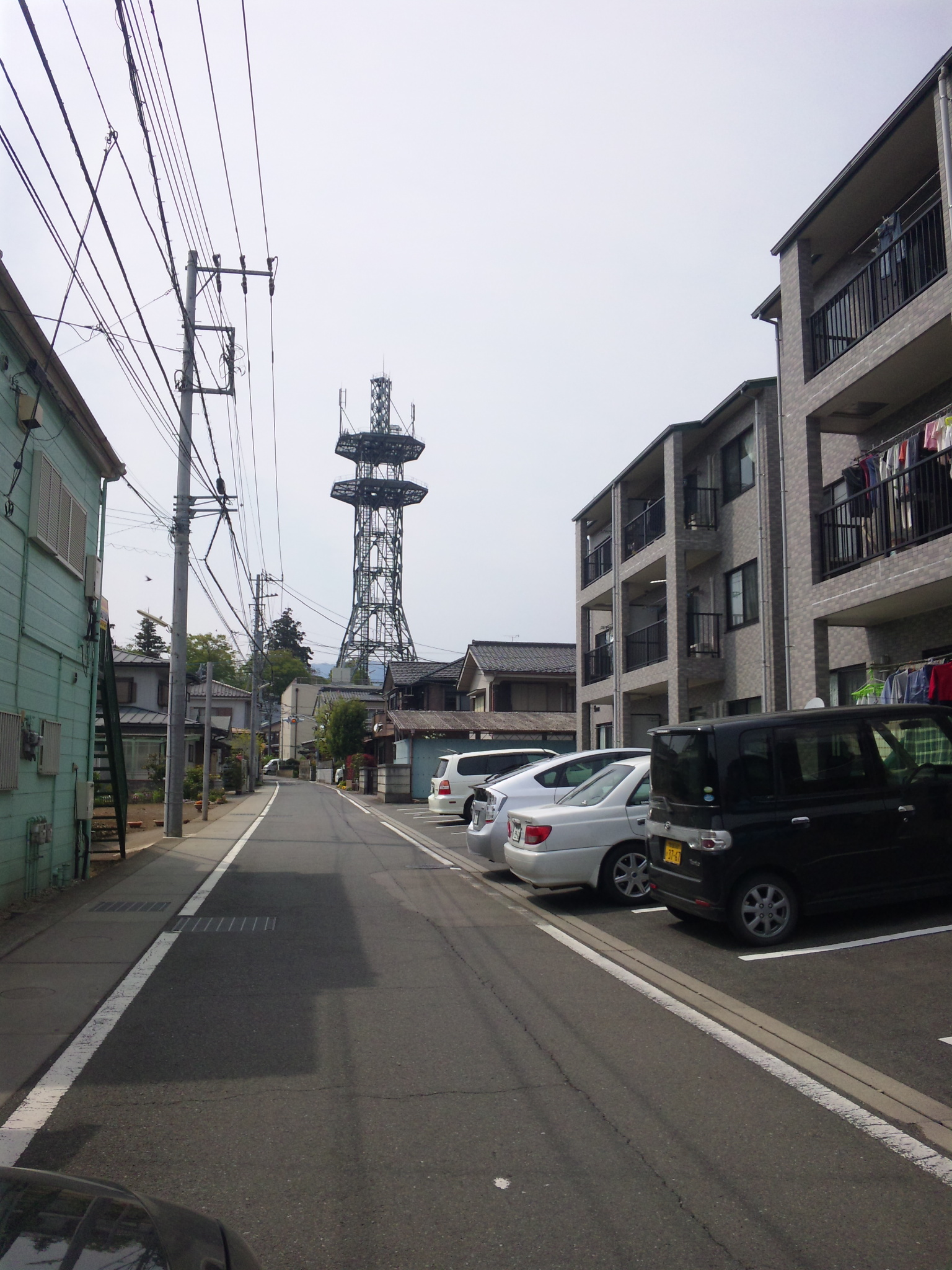
NTT東日本上野原

### ライフライン

#### 電信
- NTT東日本

市外局番
- 0554-xx - 大月MA（上野原市、大月市、都留市、道志村）

## 教育

### 大学
私立
- 帝京科学大学 東京西キャンパス（旧・上野原キャンパス）

### 高等学校
県立
- 山梨県立上野原高等学校

私立
- 日本大学明誠高等学校

### 中学校
市立
- 上野原市立秋山中学校
- 上野原市立上野原中学校
- 上野原市立上野原西中学校

### 小学校
市立
- 上野原市立秋山小学校
- 上野原市立上野原小学校
- 上野原市立上野原西小学校
- 上野原市立島田小学校

### 幼稚園
私立
- 島田幼稚園
- 上野原幼稚園
- 上野原羽佐間幼稚園

### 保育所
市立
- 上野原市立秋山保育所

### こども園
市立
- 上野原こども園
- 巌こども園

## 交通

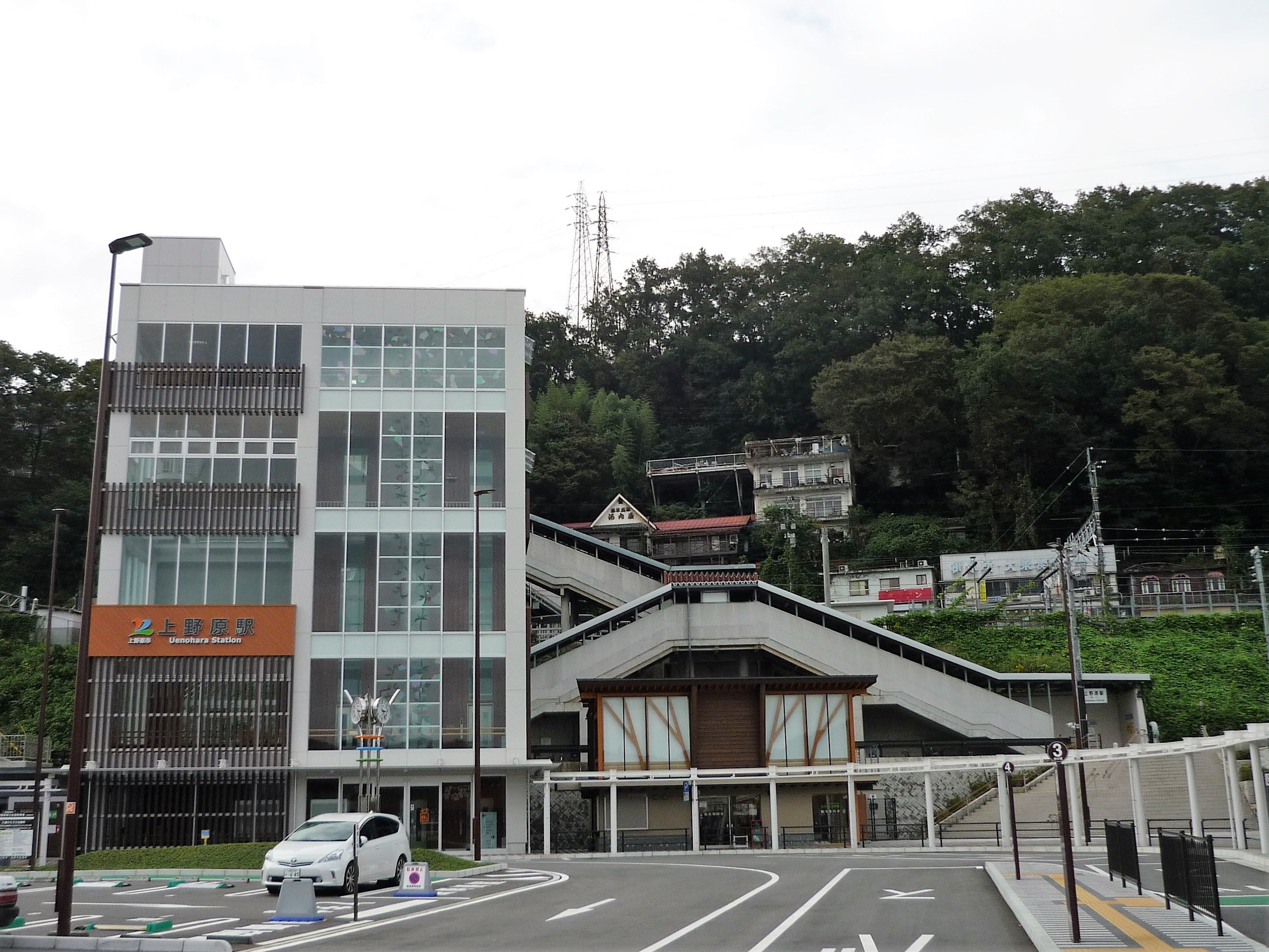
上野原駅

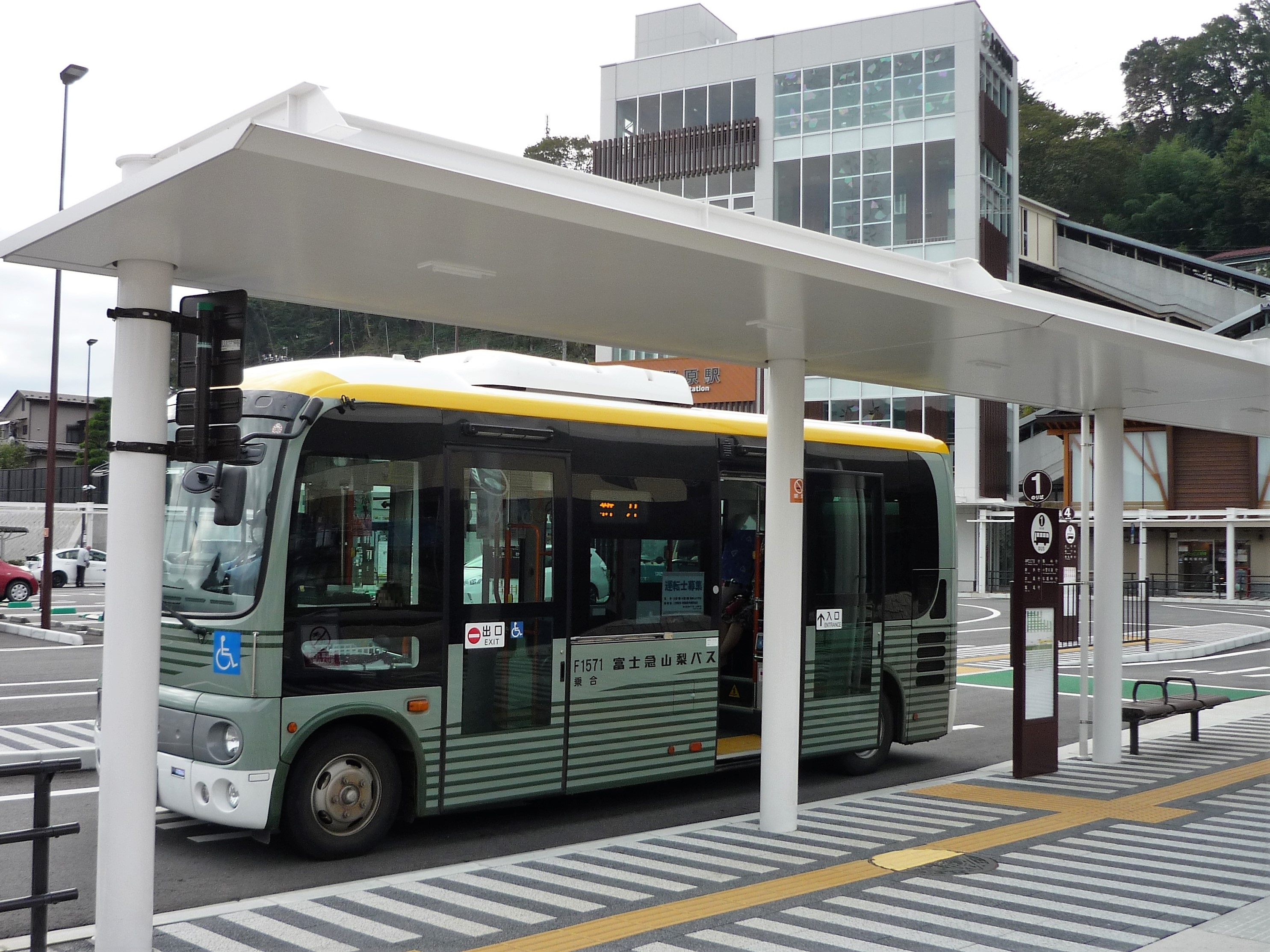
富士急バス

### 鉄道
中心となる駅：上野原駅

#### 鉄道路線
東日本旅客鉄道（JR東日本）
- 中央本線： - 上野原駅 - 四方津駅 -

### バス

#### 路線バス
- 富士急バス
  - 上野原営業所

#### 高速バス
- 中央高速バス
  - 中央道上野原
  - 中央道野田尻

### 道路

#### 高速道路施設
- E20 中央自動車道
  - 上野原IC
  - 談合坂SA/SIC

#### 国道
- 国道20号

五街道
- 甲州街道

## 名所・観光・文化施設

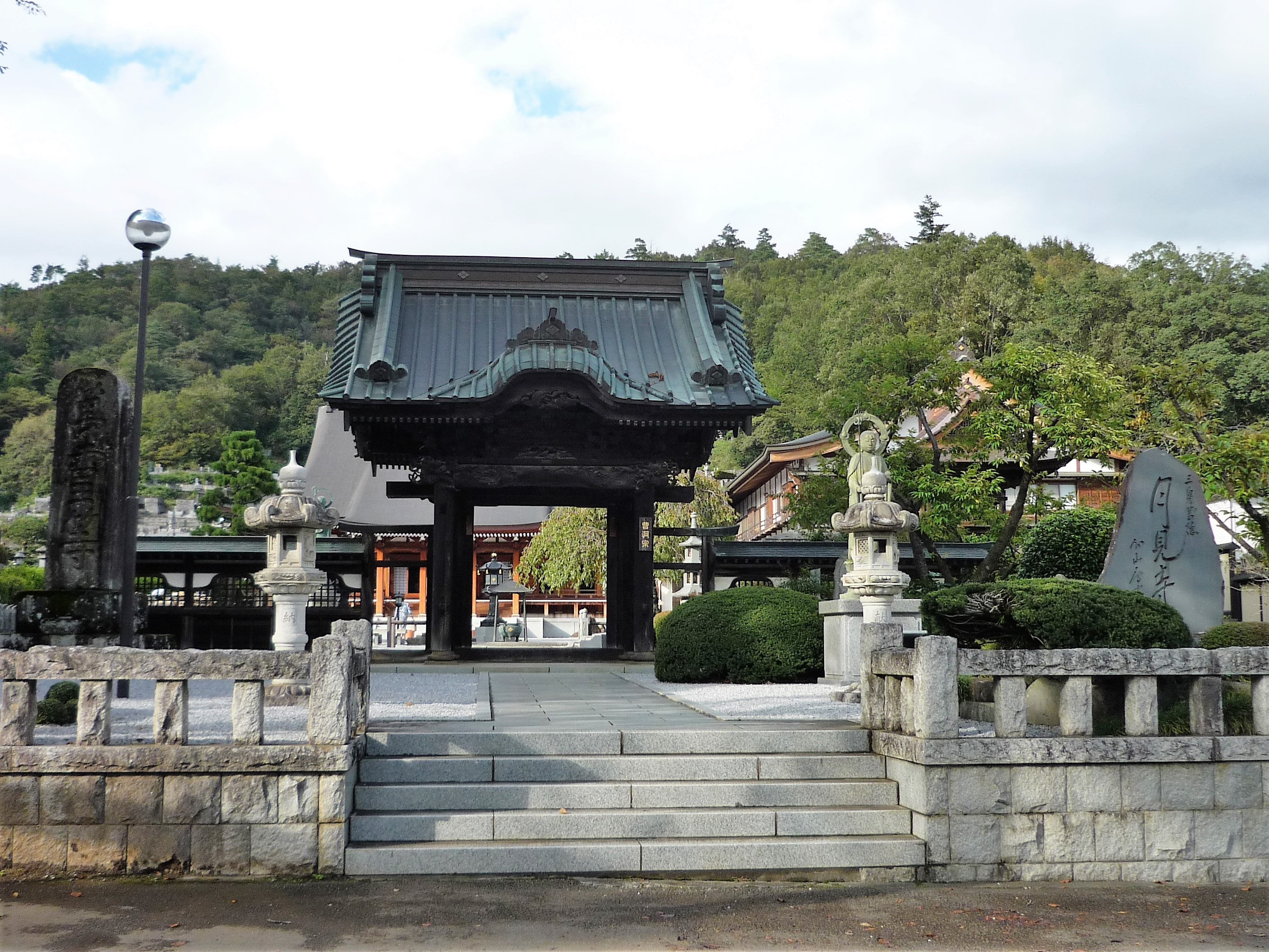
保福寺

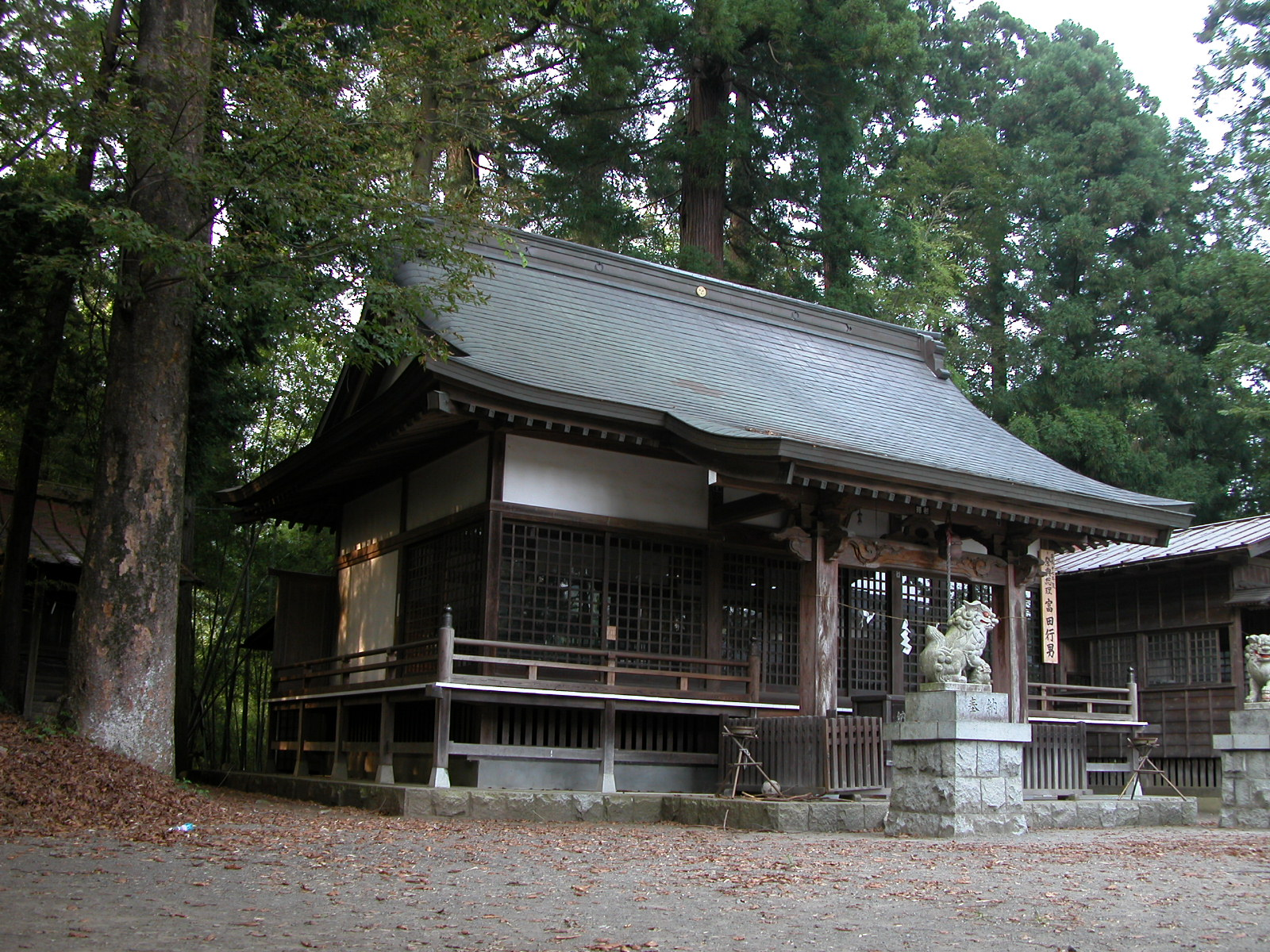
犬嶋神社

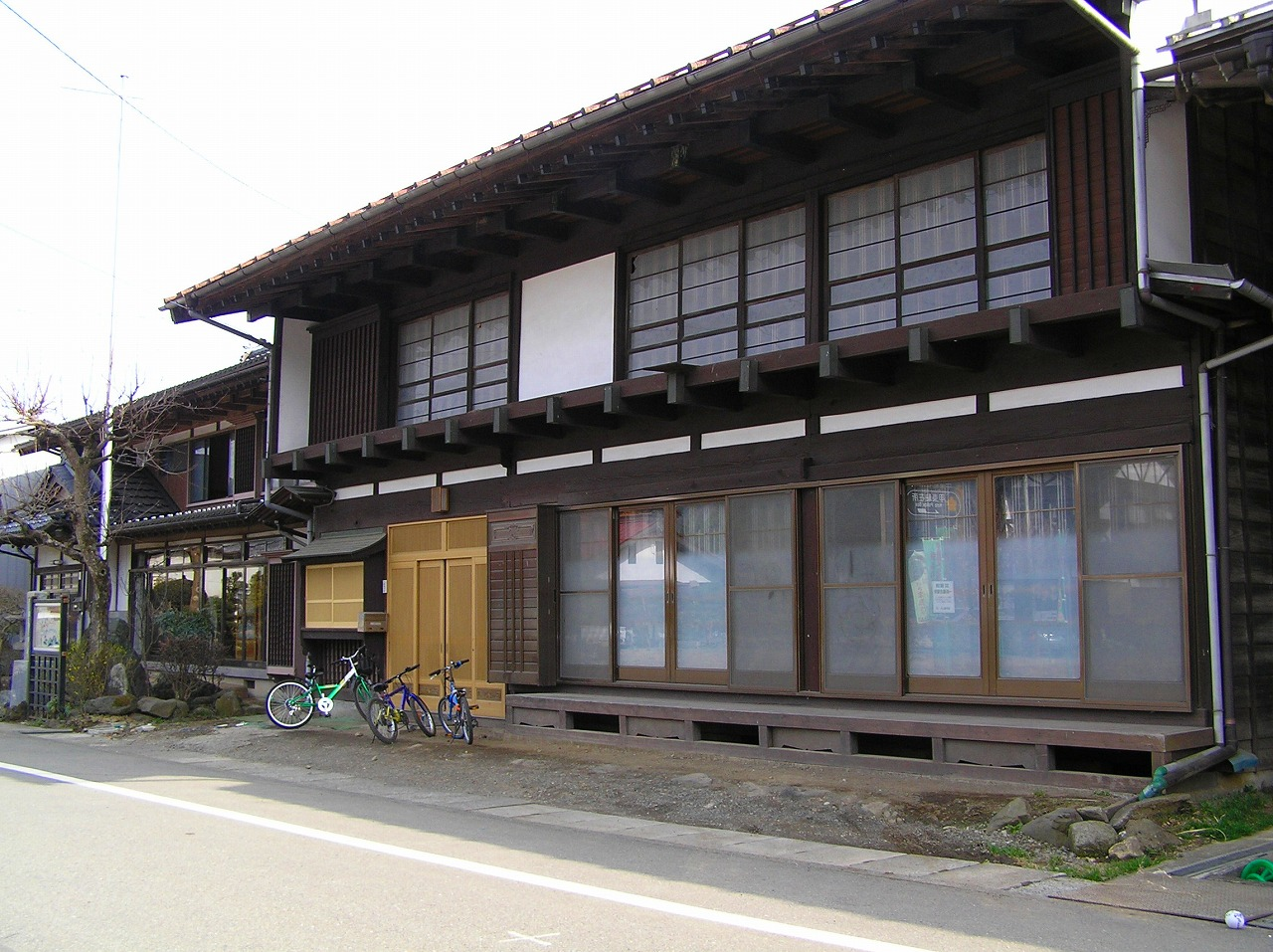
野田尻宿

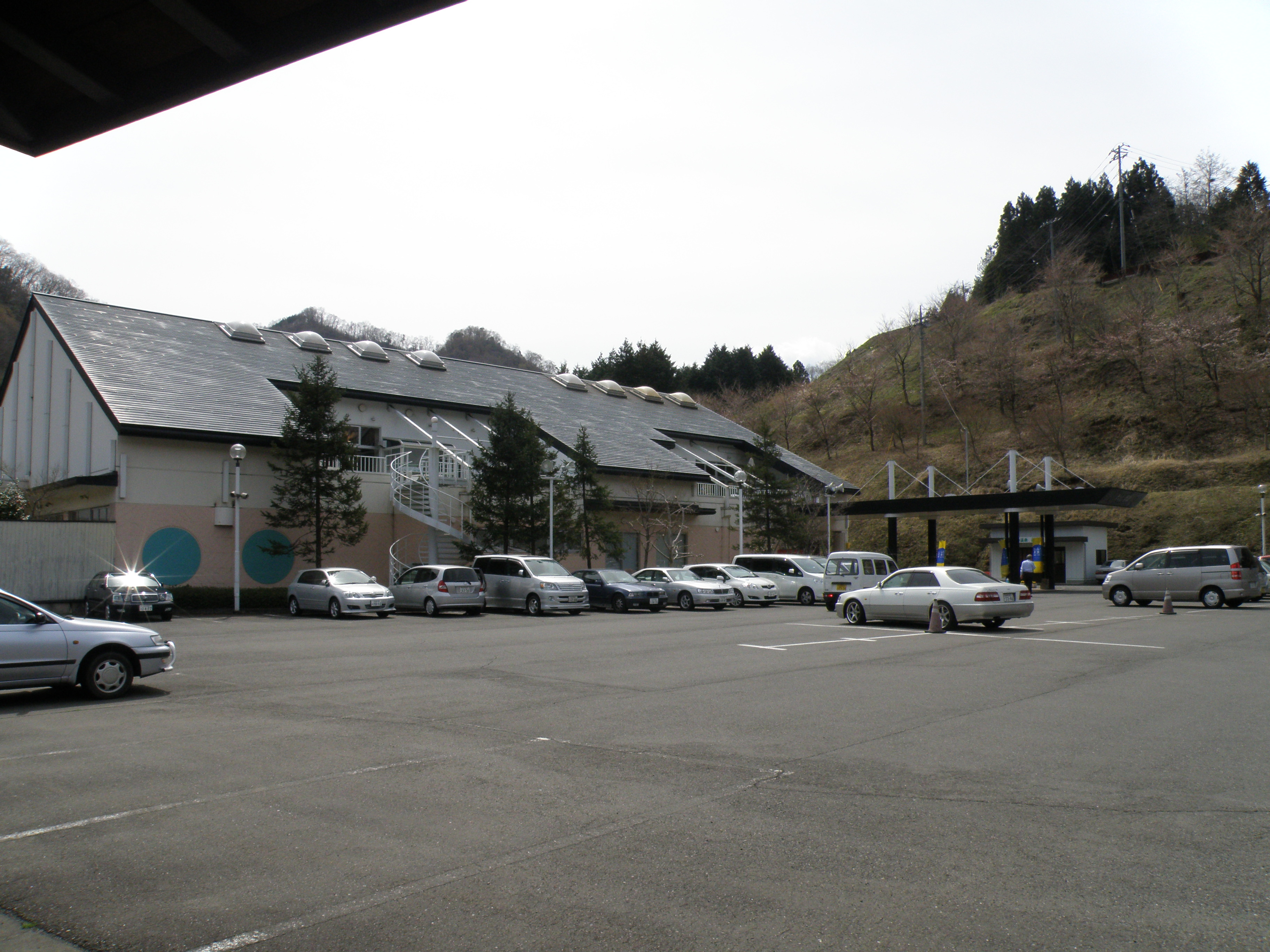
秋山温泉

### 名所・旧跡
城郭
- 上野原城

寺院
- 真福寺
- 保福寺
  - 保福寺別院
- 福泉寺
- 龍泉寺
- 青苔寺
- 北辰寺
- 正法寺
- 慈眼寺
- 悉聖寺
- 船守寺
- 福昌寺
- 華岳寺
- 観音堂
- 法性寺
- 宝勝寺
- 長泉寺
- 花岳禅寺
- 能満寺
- 金剛寺

神社
- 軍刀利神社 - 熊倉山、三国山、生藤山へのハイキング登山口、緊急避難ルート。
- 王勢籠神社
- 犬嶋神社
- 牛倉神社
- 疱瘡神社
- 諏訪神社
- 浅間神社
- 八幡神社
- 江の島神社
- 紅梅神社
- 広国神社
- 山梨神社
- 御嶽神社
- 佐田神社
- 犬嶋神社
- 牛倉神社

宿場町
- 甲州街道
  - 上野原宿 - 鶴川宿 - 野田尻宿 - 犬目宿

#### 有形文化財
- 上野原大正館 - 映画館（1912年〜1988年）。建物が現存し、1997年に登録有形文化財となる。

## 観光スポット

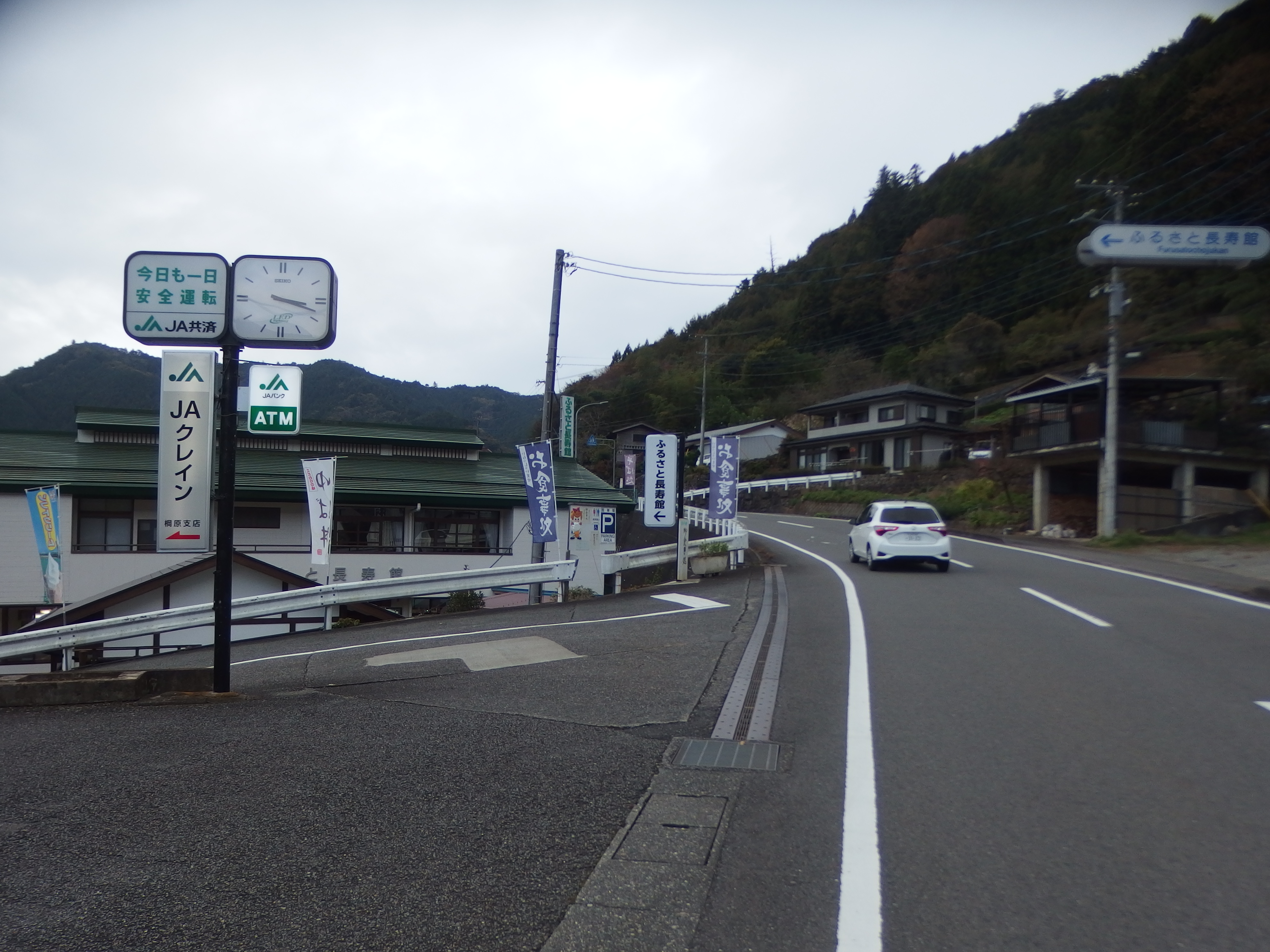
ふるさと長寿館

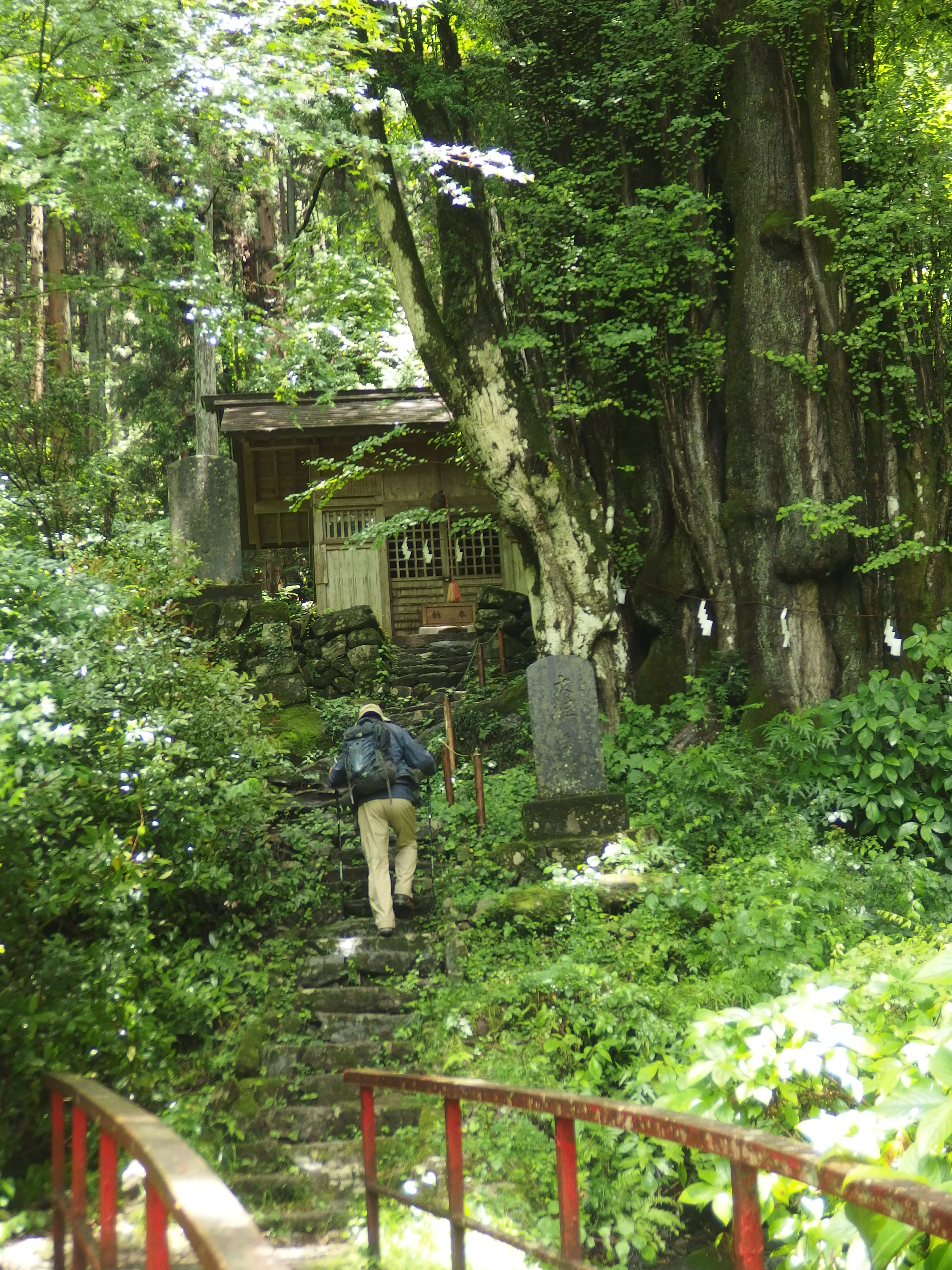
軍刀利神社 奥の院の大カツラ（撮影 2023年6月）

### ふるさと長寿館
1996年4月25日、天皇・皇后が行幸啓した。1000m級の山々に囲まれた自然豊かな山村集落の棡原（ゆずりはら）地区は、往時には、長寿の村と呼ばれてにぎわった。そこで食べられていた食事を郷土料理「おふくろ定食」として味わえる交流施設である。建物入口には、行幸啓碑が建つ。上野原市が運営する特産品、新鮮野菜等の農産物販売所でもある。
自然・農業
- 軍刀利神社のカツラ - 山梨県指定天然記念物で幹周り900cm、樹齢500年。環境庁の巨大樹データベースに登録[国 2]。御神木のカツラは軍刀利神社の奥の院に立つ[国 3] [県 2] [県 3] [12]。
- 上野原の大ケヤキ - 国指定天然記念物
- 月見が池 - ため池百選

温泉
- 秋山温泉

## 文化・名物

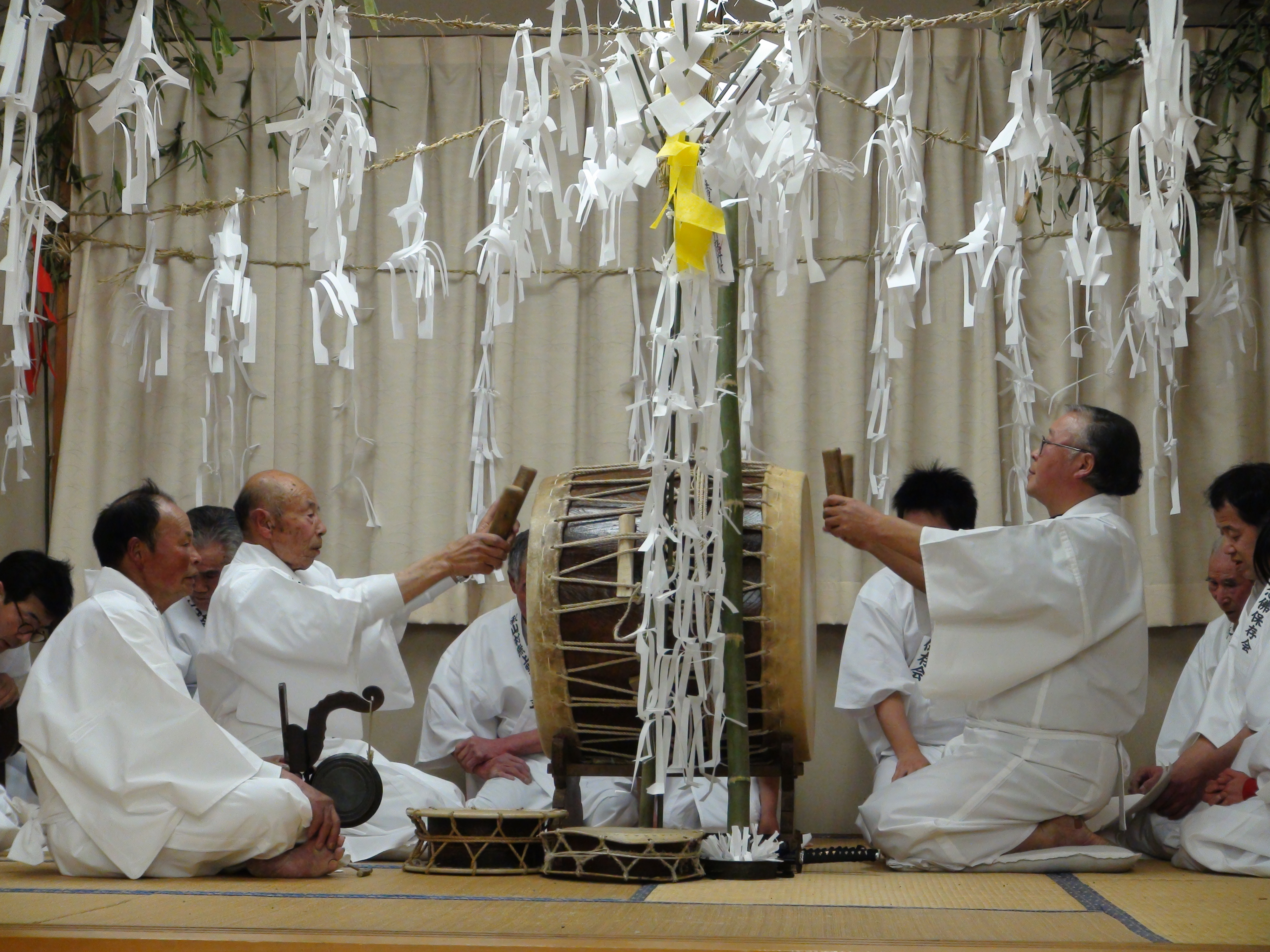
無生野の大念仏

### 祭事・催事
- 無生野の大念仏（旧暦1月16日前後と新暦8月16日）秋山地区（無生野）、国の重要無形民俗文化財
- 牛倉神社祭典（毎年9月4日 - 9月6日まで）
- 棡原獅子舞（毎年10月1週目の土日）【小伏、日原、猪丸、大垣外】
- 西原ふるさと祭り（毎年10月2週目の土日）
- 羽置の里びりゅう館

### 名産・特産

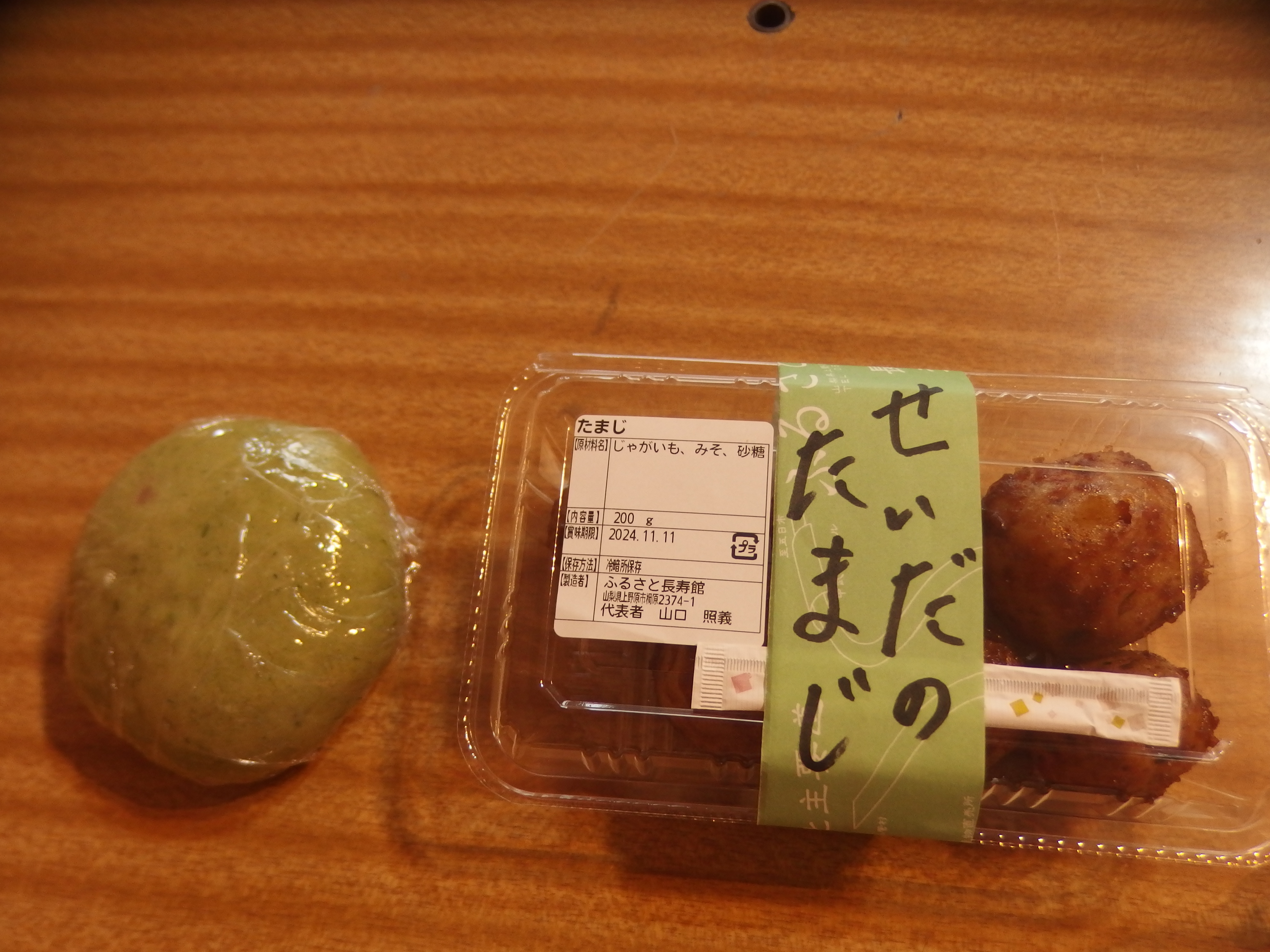
ヨモギ入り酒まんじゅう(左)とせいだのたまじ

- まんじゅう
  - 酒まんじゅう、王の入まんじゅう
- ゆず
- 船守最中
- 木の実煎餅
- せいだのたまじ

### スポーツ

#### 野球
- Arts International Club（JABA）

#### バスケットボール
- 上野原サンライズ（EXE premier league）

## 出身関連著名人
- 尾形守 - 牧師、神学者
- 河内成幸 - 版画家
- 溝呂木賢 - 俳優
- 種田守倖 - 放送作家
- 川島令三 - 鉄道評論家。当市在住
- 悠（摩天楼オペラ） - ミュージシャン
- 水越千尋 - アナウンサー。山梨放送所属
- 波多野重雄 - 税理士、政治家。元東京都八王子市長

## 上野原市を舞台とした作品

### ドラマ
- サ道～2022年 冬 小さな幸せを胸にととのう～（2022年12月25日 テレビ東京）